# 井岡一法
井岡 一法（いおか かずのり、1967年7月27日 - ）は、日本のボクシングプロモーター兼トレーナー。元プロボクサー。元井岡ボクシングジム会長。井岡弘樹の兄、井岡一翔の父としても知られる。

## 来歴
ボクシング好きの父の影響を受け、弟の弘樹とともにグリーンツダジムでボクシングを始めるが、父の事業失敗による夜逃げにショックを受け非行に走り、16歳の時に少年院に送致されしまう。しかし、弘樹が世界王者になったことを少年院で知り、更生を誓い、出所後はボクシングを再開し、プロになった。
引退後、弟の弘樹のサポートに回り、2002年に弘樹と共に井岡ジムを開設、自身はプロモーター兼トレーナーとして支える。トレーナーとしては長男・一翔と一翔の同級生でもある宮崎亮を世界王者に育て、2012年にはエディ・タウンゼント賞を受賞した。
2013年6月、弘樹が独立して井岡弘樹ボクシングジムを設立するのに伴い、会長に就任した。
2024年10月1日付で井岡ジム会長を退任し、同年引退した愛弟子の石田匠がジムを継承。ジム名は「匠ボクシングジム」に改称されるが、引き続きアドバイスなどのサポートに回る。